# Volantín

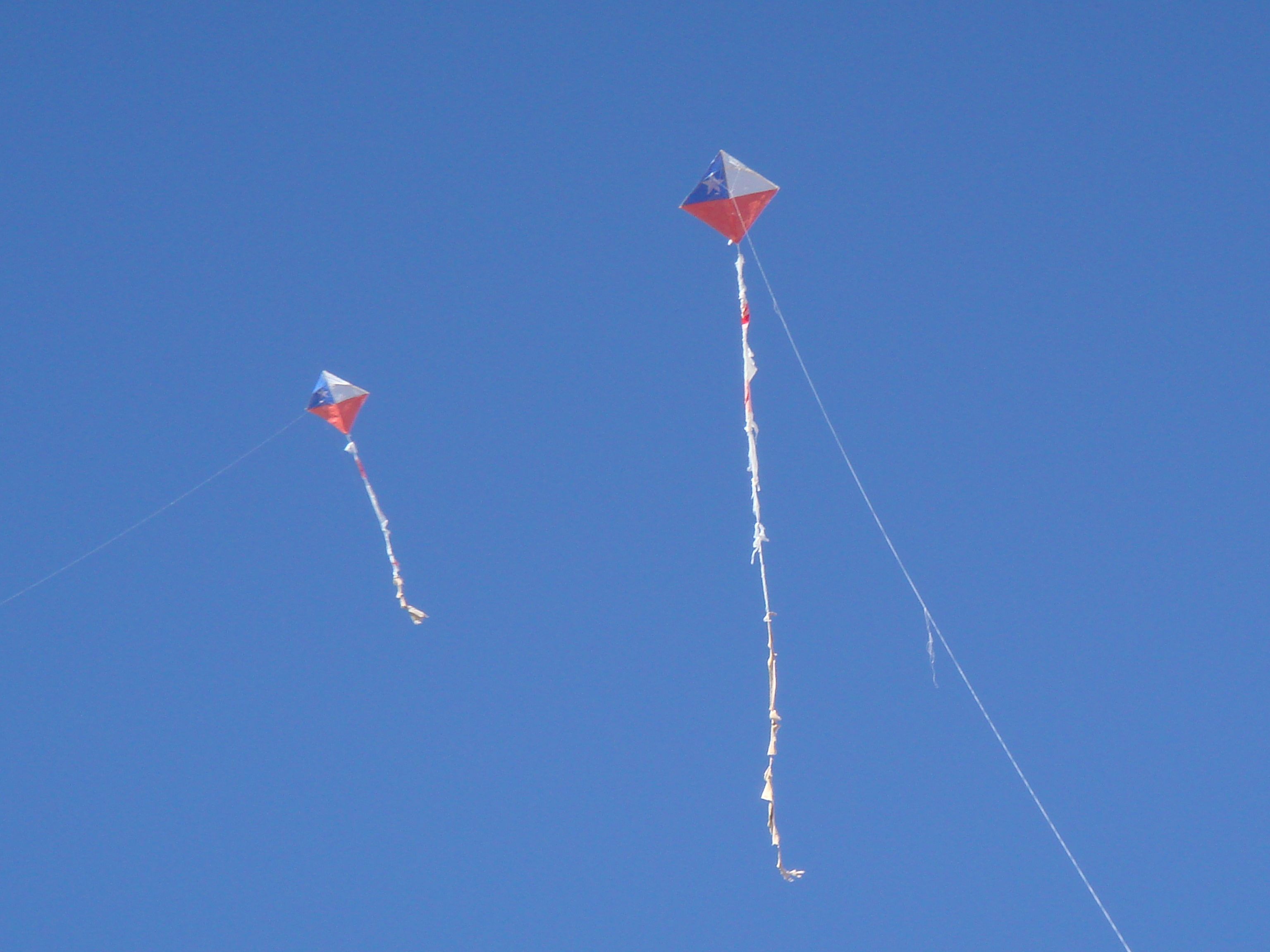
Dos volantines decorados con la bandera chilena.

El volantín es un tipo de cometa usado principalmente en  Chile, donde en el centro  de Los Andes es considerado un deporte tradicional llamado volantinismo.
Normalmente un volantín tiene estructura cuadrada y está hecho de un delgado papel de colores. Usa un hilo que se une a otros tres que se atan a los palillos en forma de trípode invertido. Puede tener cola para hacerlo más estable; sin embargo, en las versiones más grandes (pavos) no se le agrega. También puede tener flecos en los costados y aretes (colas más pequeñas) en cada lado, las que pueden ser útiles cuando está descompensado.
Los volantines son elevados principalmente durante el mes de septiembre, cuando confluyen las condiciones climáticas de la primavera con la celebración de las Fiestas Patrias. De allí que uno de los diseños más habituales son aquellos que poseen la figura de la bandera chilena.
Dentro de los juegos tradicionales con volantines está echar comisiones, que son batallas aéreas entre volantines, usualmente premunidos de hilo curado. Debido a los accidentes provocados con este tipo de hilo con abrasivos, su uso está prohibido en Chile.

## Historia
Los primeros volantines llegaron al actual territorio chileno durante el periodo colonial , principalmente de la mano de misioneros católicos, en particular de la orden benedictina.
Se dice que personajes clásicos del periodo, como el gobernador Bernando O'Higgins, eran entusiastas participantes de las competencias de volantines. El deporte era tan popular que en 1795 se dictó una orden que condenaba a seis días de prisión a aquellos que provocaran daños por encumbrar volantines, luego de que muchos peatones sufrieran el golpe de una teja por culpa de las piruetas de un volantín.
Guillermo Prado, reconocido como el volantinero más destacado en la historia del país, inventó el carrete para manejar el hilo de las cometas en los años 1960, que luego fue distribuido internacionalmente. En 2002 el volantinista local César Gutiérrez obtuvo el segundo lugar en la categoría combate del Festival de Dieppe en Francia, el principal de cometas a nivel internacional.

## Formas

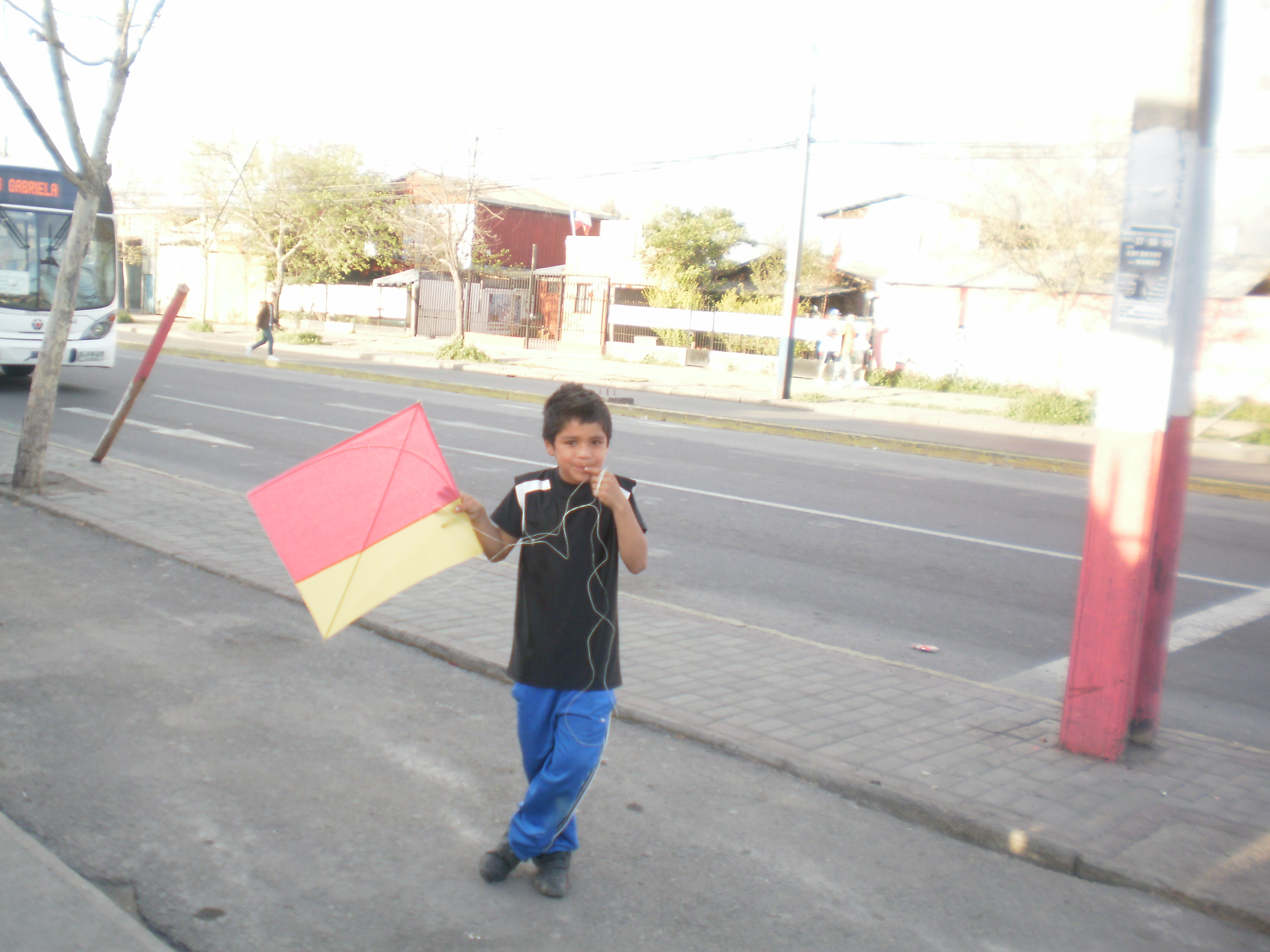
Niño chileno con su volantín.

Los volantines son cuadrados de 38 a 40 centímetros por cada lado. Tienen un palillo liviano de madera de colihue o bambú pegado en forma oblicua de lado a lado y otro con un arco horizontal en trayectoria de semicírculo desde un vértice hasta su vértice opuesto. Se agrega una cola y, a veces, flecos en el sector que quedará hacia abajo. A estos se le amarran unos tirantes para controlarlo.

Los tirantes son los hilos amarrados a los maderos (derecho y arco), cuya finalidad es controlar el desplazamiento del mismo. Debe llevar tres: dos en el arco, equidistantes del cruce del derecho o espina y uno en el derecho a unos 20 a 30 centímetros medidos desde el extremo inferior, variando según el tamaño del volantín.
Chilevolantines.cl

## Tipos
- Cambucha, choncha o chonchón: Volantín simple y de pequeño tamaño hecho con papel periódico.[1]
- Chupete: Es el preferido por los volantineros, el palillo central es más flexible, lo que lo hace inestable y por lo tanto da opciones de manejo al jugador (es decir lo puede apuntar a donde desee fácilmente).
- Ñecla: Volantín de tamaño pequeño apto para niños y principiantes.
- Pavo: Es uno de mayor tamaño (de 50×50 cm aproximadamente) y es el favorito para la competencia de «comisiones».

## Accesorios

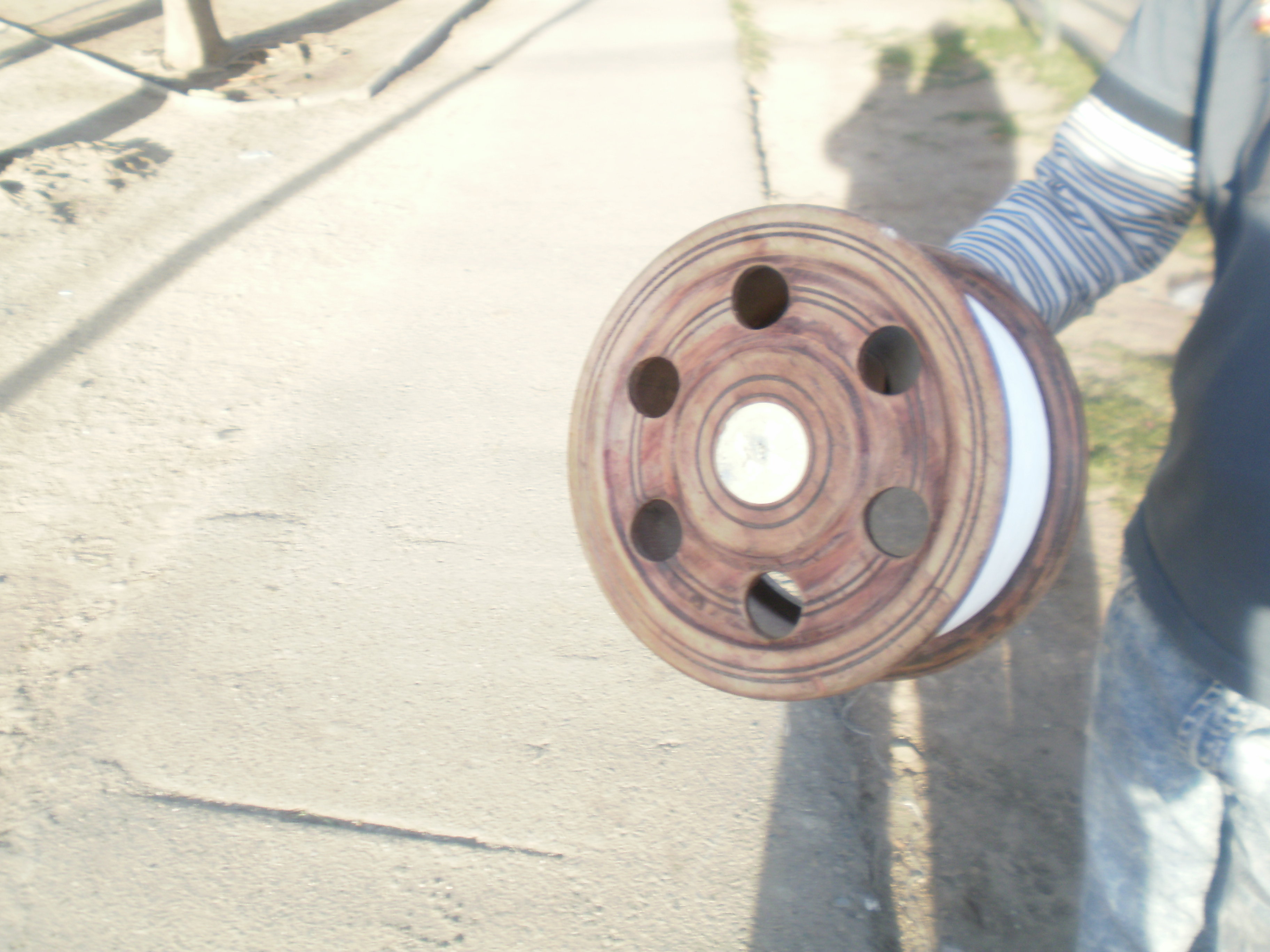
Carrete de cometa.

- Carrete: Es un artefacto rotatorio de madera o plástico para cambiar fácilmente la longitud del hilo del volantín. Posee un rodamiento, una manilla interior y generalmente seis orificios para maniobrarlo. Fue inventado en la década de 1960 por el volantinero, inventor y profesor de aeronáutica chileno Guillermo Prado.
- Cola: Es una tira de papel o lana de largo a elección que se adhiere a la parte inferior del volantín para hacerlo más estable en el aire.

## Juegos
Las características de los volantines les hacen apropiados para el juego de las comisiones (o «juego de la corcha», como se le denomina en algunas zonas de Chile central) donde, premunidos de hilo de competencia (hilo tratado) intentan cortarse los hilos unos con otros. Un volantín rara vez dura mucho, por lo que cuando ya tienen daño se puede jugar a picotearse en el aire con otros volantines similares. Para lograr esto, solo puede hacerse con un largo máximo de 10 metros aproximadamente y se les saca la cola. Comúnmente ambos volantines terminan destruidos.
Para muchos, el mayor placer es simplemente elevarlos con hilo «sano» y disfrutar su visión en el cielo. A veces se pone un pedazo de papel (llamado «carta») rodeando el hilo que con cada tirada asciende lentamente. Un juego adicional es lograr evadir el acoso de otros volantines.
Otro juego es la pesca del volantín donde, después de una comisión, los aficionados intentan rescatar el volantín que ha perdido la batalla aérea, el que guardan como trofeo. En estos casos, la regla no escrita es «volantín cortado no tiene dueño». Lo ideal es hacerlo sin implementos, pero se ha observado que para lograrlo se utilizan elementos que extiendan los brazos.